# Camden (Arkansas)
Camden es una ciudad en el condado de Ouachita, Arkansas, Estados Unidos. De acuerdo con estimados de 2007 de la Oficina del Censo de los Estados Unidos, la población era de 11.965. La ciudad es la sede del condado de Ouachita. Camden es la ciudad principal del área micropolitana de Camden, la cual incluye a los condados de Ouachita y Calhoun.

## Historia
En 1783, un comerciante francés llamado Fabre se estableció en una colina y llamó el asentamiento Ecore Fabre (la Colina de Fabre). Esto marcaría el establecimiento de lo que más tarde sería Camden. La ciudad marca su fundación en 1824, pero no fue incorporada y nombrada oficialmente hasta 1844. Existe controversia acerca del origen del nombre, pero se cree que se debe a Camden (Alabama), lugar de origen del General Thomas S. Woodward, uno de los fundadores de la ciudad. Antes del cambio de nombre, el lugar era conocido simplemente como "The Bluff" (la Colina).
Durante la guerra civil estadounidense, Camden fue ocupada por varios meses en 1864 por soldados de Unión como parte de la Red River Campaign (Campaña de Río Rojo). Durante este episodio, ocurrió la victoria de los Confederados en la Batalla de Poison Springs al oeste de la ciudad el 18 de abril de 1864.
Por varias décadas, Camden fue la sede de la cadena periodística de Clyde E. Palmer, que incluía Camden News, Texarkana Gazette, Hot Springs Sentinel-Record y Magnolia Banner News. Más tarde, la compañía se mudó a Little Rock, cuando adquirió Arkansas Democrat y lo fusionó con el Arkansas Gazette para establecer el Arkansas Democrat-Gazette.
Antes de la Guerra Civil, Camden era un puerto importante y centro mercantil del río Ouachita y el pueblo sirvió como almacén para el algodón transportado por el río durante las primeras décadas del siglo XX. Camden también fue un pueblo de ferrocarril, ya que la línea principal del St. Louis Southwestern Railway y líneas secundarias del Missouri Pacific Railroad y el Chicago, Rock Island and Pacific Railroad. El pueblo recibió un gran impulso económico debido al boom del petróleo en el sur de Arkansas durante los años 1920 y la apertura de una fábrica de compañía International Paper en 1927. Cerca del final de la Segunda Guerra Mundial, se crearon miles de trabajos con la construcción de un Depósito de Munición Naval al otro lado del río Ouachita en Shumaker, cuya actividad que resurgió durante la guerra de Corea. El cierre del Depósito luego de la guerra produjo un deterioro económico que fue solucionado al remodelar las instalaciones y terrenos para alberga un área industrial extensiva que, en aquel entonces, albergó algunos establecimientos importantes de defensa y varias industrias pequeñas. Un campus técnico de la Southern Arkansas University se estableció en esa área. Durante la disminución de la industria de defensa luego de la Guerra Fría se perdieron gran cantidad de trabajos, lo que provocó una disminución de la población. Esta situación empeoró con el cierre de la fábrica de International Paper. Durante los últimos años, el resurgimiento de los contratos de defensa trajo estabilidad económica a la ciudad.

## Geografía
Camden se localiza a 33°34′15″N 92°50′6″O / 33.57083, -92.83500. Según la Oficina del Censo de los Estados Unidos, la ciudad tiene un área de 42,8 km², de los cuales 42,6 km² corresponde a tierra y 0,2 km² a agua (0,36%).

## Demografía
Para el censo de 2000, había 13.154 personas, 5.421 hogares y 3.561 familias en la ciudad. La densidad de población era 307,3 hab/km². Había 6.259 viviendas para una densidad promedio de 146,9 por kilómetro cuadrado. De la población 48,88% eran blancos, 49,41% afroamericanos, 0,24% amerindios, 0,37% asiáticos, 0,02% isleños del Pacífico, 0,20% de otras razas y 0,87% de dos o más razas. 0.58% de la población eran hispanos o latinos de cualquier raza.
Se contaron 5.421 hogares, de los cuales 30,0% tenían niños menores de 18 años, 42,6% eran parejas casadas viviendo juntos, 19,4% tenían una mujer como cabeza del hogar sin marido presente y 34,3% eran hogares no familiares. 31,5% de los hogares eran un solo miembro y 16,0% tenían alguien mayor de 65 años viviendo solo. La cantidad de miembros promedio por hogar era de 2,36 y el tamaño promedio de familia era de 2,97.
En la ciudad la población está distribuida en 26,2% menores de 18 años, 8,1% entre 18 y 24, 24,6% entre 25 y 44, 21,7% entre 45 y 64 y 19,4% tenían 65 o más años. La edad media fue 39 años. Por cada 100 mujeres había 82,0 varones. Por cada 100 mujeres mayores de 18 años había 76,4 varones.
El ingreso medio para un hogar en la ciudad fue de $27.814 y el ingreso medio para una familia $35.291. Los hombres tuvieron un ingreso promedio de $31.257 contra $19.046 de las mujeres. El ingreso per cápita de la ciudad fue de $14.599. Cerca de 18,5% de las familias y 22,5% de la población estaban por debajo de la línea de pobreza, 32,0% de los cuales eran menores de 18 años y 19,4% mayores de 65.